# Pomnik lotniczy MiG-17PF w Ostrowcu Świętokrzyskim
Pomnik lotniczy MiG-17PF w Ostrowcu Świętokrzyskim – będący zabytkiem techniki, jeden z trzech zachowanych w Polsce oryginalnych samolotów MiG-17PF o numerze fabrycznym 58310949 i numerze bocznym (taktycznym) 949.
Samolot ustawiony był na postumencie przy skrzyżowaniu al. Jana Pawła II z ul. Iłżecką na osiedlu Pułanki, obecnie znajduje się przy ul. Letniej 2.

## Historia
MiG był darem Sił Zbrojnych PRL z okazji 40-lecia PRL-u.
W lipcu 2010 roku Ostrowiecka Spółdzielnia Mieszkaniowa (OSM) zdecydowała o wystawieniu samolotu na sprzedaż, jako powód podano zły stan techniczny obiektu. Decyzja ta wywoła zdecydowany sprzeciw nie tylko mieszkańców Ostrowca, ale również miłośników lotnictwa z całej Polski, tym bardziej, że kilka lat wcześniej z terenu Pułanek usunięto inny samolot.
Obrońcy pomnika, z inicjatywy Dominika Kwiatkowskiego, wystosowali do władz miasta i prezesa OSM petycję, pod którą podpisało się blisko 400 osób.  W petycji napisano o symbolicznej roli jaką pełni ten pomnik nie tylko w odniesieniu do osiedla Pułanki, ale dla całego miasta. Widnieje na pocztówkach i zdjęciach przedstawiających Ostrowiec będąc jego wizytówką. Jest miejscem spotkań, punktem orientacyjnym, celem spacerów. Ponadto w przeszłości przy samolocie była tablica upamiętniająca żołnierzy.  Sprawa odbiła się również szerokim echem w lokalnych mediach.
Działania obrońców i wrzawa medialna sprawiły, że prezes OSM zrezygnował tymczasowo ze sprzedaży i zlecił ekspertyzę techniczną obiektu. Na podstawie przeprowadzonej ekspertyzy, konstrukcja uzyskała dwuletnie, warunkowe dopuszczenie budowlane, a samolot czekają drobne prace remontowe. Mimo tego, jego przyszłość nadal nie była jednoznacznie określona, a sprzedaż MIG-a była nadal rozważana przez OSM. Prezydent Jarosław Wilczyński, mimo pierwotnych deklaracji wsparcia przy ewentualnych remontach i bieżącym utrzymaniu, oferował wówczas jedynie pomoc w znalezieniu sponsora obiektu.
Ostrowiecki radny i aktywista, Kamil Stelmasik, zainicjował akcję „Ratujmy samolot MIG-iem”, którą prowadzą trzy stowarzyszenia: Przestrzeń Inicjatyw Społeczno Kulturalnych, Aviator i Krzywa Kultury. Wspólnie z Ostrowiecką Spółdzielnią Mieszkaniową, jako partnerem, szukają sponsorów i środków finansowych na prace przy obiekcie. 
W sierpniu 2016 roku rozpoczął się remont samolotu na zlecenie Ostrowieckiej Spółdzielni Mieszkaniowej. MiG przeszedł gruntowny remont polegający na wyczyszczeniu, pomalowaniu na kolor srebrny, umocnieniu konstrukcji wspornej i wyłożeniu cokołu płytkami. Do pierwotnego wyglądu przywrócone zostały szachownica lotnicza i jego emblemat. Dodatkowo samolot został podświetlony, w celu lepszego wyeksponowania. Ponadto planowane jest zamontowanie tablicy upamiętniającej pochodzącego z Ostrowca generała brygady pilota Wojska Polskiego Dariusza Maciąga, który zginął tragicznie w katastrofie lotniczej samolotu transportowego CASA pod Mirosławcem, a którego rodzice nadal mieszkają w Ostrowcu.
W połowie 2022 roku zapadła ostateczna decyzja o sprzedaży samolotu. Początkowo pomnik został zdjęty na ziemię, gdzie pozostawał kolejne miesiące. W grudniu tego samego roku dokonano sprzedaży prywatnemu kolekcjonerowi. 
Ostatecznie 25 lutego 2023 roku został przetransportowany na ul. Letnią 2.